# Campanhas seljúcidas no Egeu
As campanhas seljúcidas no Egeu se referem às ações navais e terrestre levadas a cabo pelos turcos seljúcidas, liderados principalmente por Tzacas de Esmirna contra o Império Bizantino. Um feroz oponente, Tzacas venceu a primeira batalha naval turca contra os bizantinos e capturou algumas das ilhas do Egeu e também as cidades de Esmirna e Abidos no continente. Na sequência da Primeira Cruzada, Aleixo I lançou um contra-ataque que reconquistou todos os territórios perdidos. O imperador também conseguiu rapidamente repelir a ameaça de Abu Alcacim, o governador seljúcida de Niceia, que tentou criar uma frota própria em Abidos por volta de 1090.
Tzacas recuperou-se de sua primeira derrota e retomou diversas ilhas, mas foi definitivamente derrotado em Lesbos por Constantino Dalasseno e João Ducas em 1092. Sua capital, Esmirna, e a maior parte da costa no Egeu foram recuperadas por Ducas em 1097, encerrando a ameaça de um acesso direto dos turcos ao Egeu.
O filho de Aleixo I, João II Comneno herdou uma grande quantidade de terras na Ásia Menor ocidental, inclusive a cidade portuária de Antália, que estava cercada pelos turcos. Mesmo assim, as incansáveis campanhas de João repeliram os turcos para a parte central da Anatólia e, por volta de 1143, os seljúcidas já haviam perdido tudo o que controlavam nas regiões costeiras da Ásia Menor. Os bizantinos, sob Manuel I Comneno, conseguiam juntar frotas de até 200 navios e não foi antes da queda dos Comnenos que os turcos conseguiriam capturar novamente um porto e foi somente sob Umur de Aidim, no século XIV, que se reconstituiu uma ameaça naval turca às rotas cristãs no Egeu, a primeira desde o século XI.